# Mike Edwards
Mike Edwards (Cincinnati, Ohio, 18 de mayo de 1996) es un jugador profesional estadounidense de fútbol americano que se desempeña en la posición de safety en Kansas City Chiefs, equipo de la National Football League (NFL).

## Carrera
Fue seleccionado en la tercera ronda en la Reunión Anual de Selección de Jugadores de la NFL de 2019. Hizo su debut profesional con el equipo Tampa Bay Buccaneers, en el cual jugó cuatro temporadas (2019-2023), luego pasó a Kansas City Chiefs, donde lleva jugando una temporada.